# 三河大島

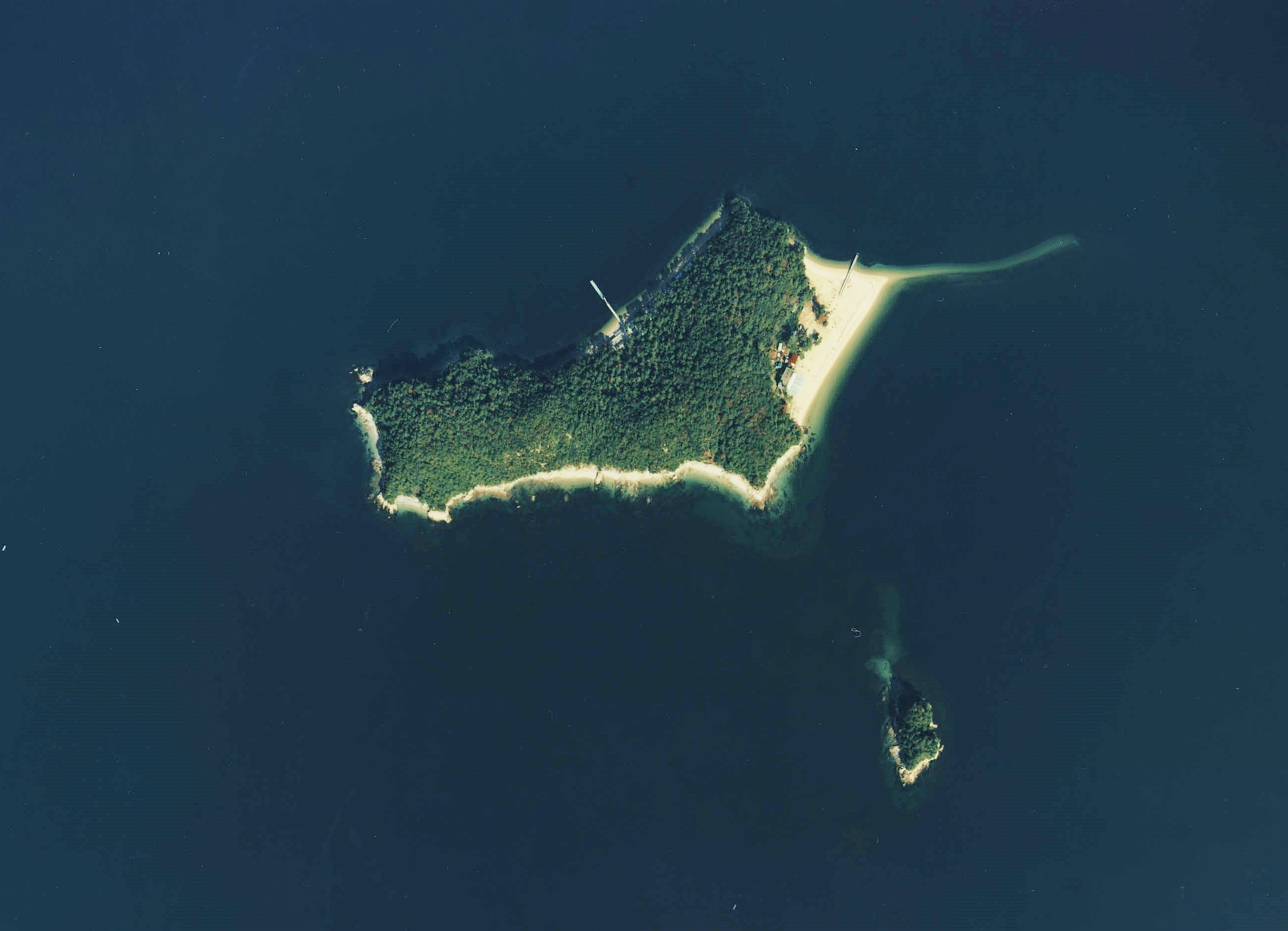
三河大島の空中写真。1987年撮影。
。

三河大島（みかわおおしま）とは、三河湾にある三河湾国定公園内の島。全島が愛知県蒲郡市に属する。三河大島海水浴場があり、無人島ではあるが夏になると海水浴客などが訪れる。この島の近海に生息するナメクジウオが、国の天然記念物（大嶋ナメクジウオ生息地）に指定されている。南側には仏島と小島がある。遠くから見た形は、釈迦が仰向けに寝ている姿に見える事から、「寝釈迦」と呼ばれる。

## 概要
- 面積：21.6 ha
- 周囲：4 km
- 標高：44 m
- 無人島

- 南側の渥美半島の蔵王山から望む三河大島、右手前に小島、右奥に竹島
- 三河大島を空撮（2024年）

## ギャラリー
- サンライズビーチ
- サンライズビーチ
- サンセットビーチ
- 海の家
- 西側の岩場
- 大島神社

## アクセス
無人島のため、年間定期航路設定なし。

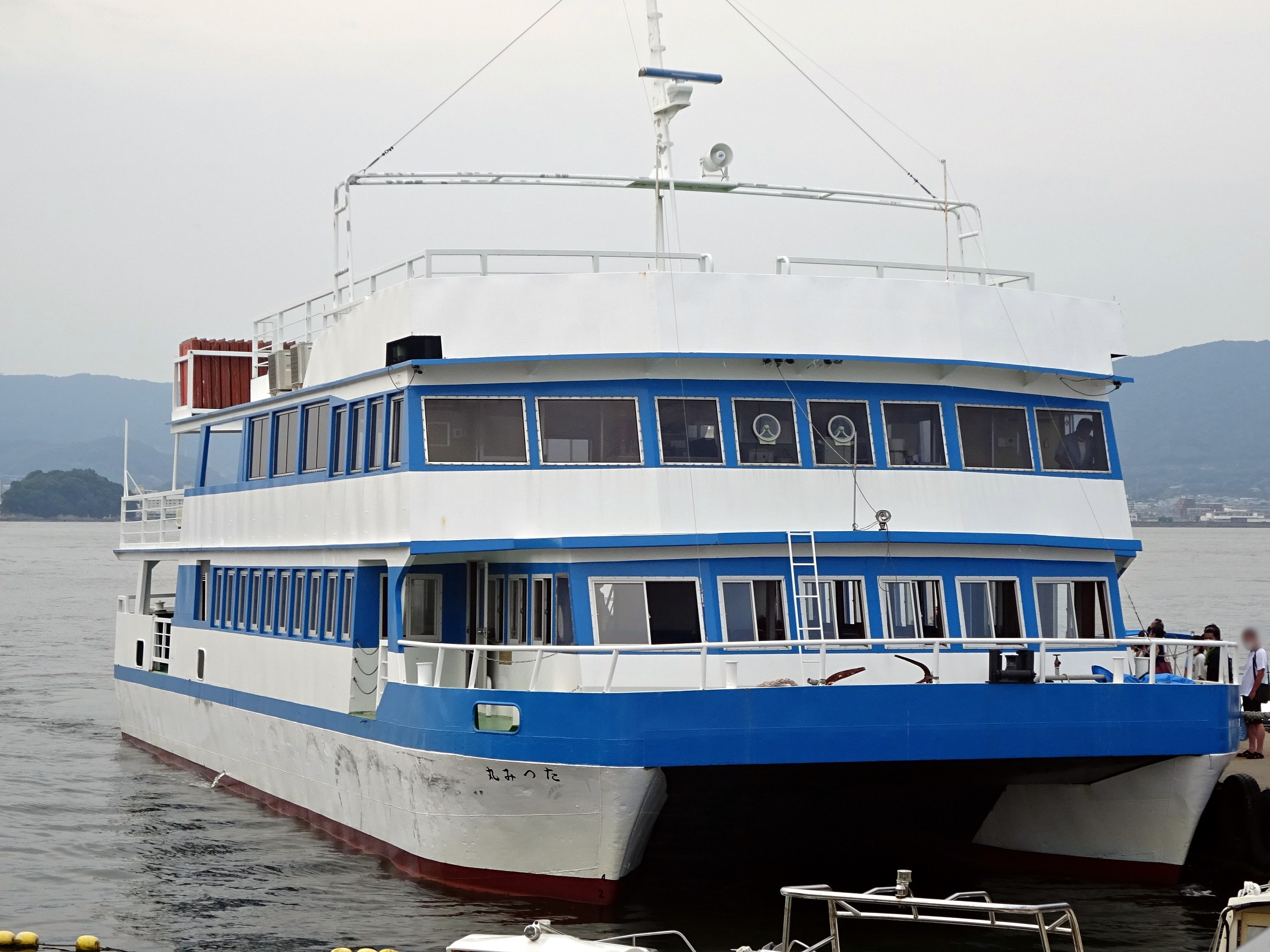
蒲郡観光汽船所有「たつみ丸」（同島東浜桟橋）

- 蒲郡観光汽船（伊藤造船（株）乗船センター（蒲郡市松原町）～東浜・西浜）
  - 渡船料（往復）：大人1600円 小人800円
  - 所要時間約15分、7月～8月のみ運航（一日7便前後）
- 個人ボート、漁船チャーター等
  - ※3月上旬から9月下旬までは桟橋が設置されているため、ボート等での上陸が可能。

## 舞台
宗田理の小説『ぼくらの秘密結社』に登場する。